# Melanagromyza aenea
Melanagromyza aenea este o specie de muște din genul Melanagromyza, familia Agromyzidae, descrisă de Johann Wilhelm Meigen în anul 1830. Conform Catalogue of Life specia Melanagromyza aenea nu are subspecii cunoscute.